# Citroengele satijnzwam
De citroengele satijnzwam (Entoloma pleopodium) is een schimmel behorend tot de familie Entolomataceae. Hij leeft saprotroof, in humus van vochtige bossen op voedselrijke grond, in parken en tuinen, vaak onder brandnetels (Urtica) op stikstofrijke plaatsen.

## Kenmerken
Hoed
De hoed heeft een diameter van 1-3,5 cm. De vorm is aanvankelijk klokvormig, daarna achtereenvolgens convex, spreidend en spreidend met een concaaf centrum, zelden met een convex centrum. De hoedrand is lang opgerold en vervolgens gelijkmatig of golvend. Het is hygrofaan; indien nat, transparant en gestreept tot een halve straal of meer, glad, bleek of donkergeel, olijfgeel of citroengeel, vaak donkerder en bruiner in het midden. Wanneer het droog is, mat, radiaal vezelig, soms met een schilferig centrum, lichtgeel of goudgeel.
Lamellen
De lamellen zijn adnate, emarginate of bijna vrij aangehecht. In totaal zijn er 20 tot 30 lamellen die "reiken" tot aan de steel. Er zijn tussenlamellen (l=0-3), middelmatig dicht of tamelijk dicht, soms met een kleine tand, buikig, tot 6,5 mm breed. De kleur is aanvankelijk bleekgeel, daarna roze, vaak met een lichtbruine tint. De lamelsnede heeft dezelfde kleur, licht gekarteld.
Steel
De steel heeft een lengte van 2–8 cm en een dikte van 2–5 mm. De vorm is cilindrisch of licht afgeplat, soms breder naar de basis toe, aanvankelijk massief, daarna hol, kraakbeenachtig. Het steeloppervlak is glad, mat, lichtgeel of grijsbruin, vaak met een paarse tint aan de basis. Bovenop berijpt, onderaan bedekt met verspreide, fijne, zilverachtige vezels. De basis is van wit vilt.
Geur en smaak
Het vlees is bros, olijfgeel in de hoed, bleek aan de binnenkant van de steel. Het heeft een sterke aromatische geur die lijkt op die van fruit. De smaak is zwak of onaangenaam.

### Microscopische kenmerken
De sporen zijn in zijaanzicht 5-6-hoekig, met afmetingen (8,0-) 8,5-11,0 (-11,5) × (6,5-) 7,0-8,0 (-9,0) μm. De basidia zijn 4-sporig en meten 32–52 × 9–16 μm. De cystidia ontbreken. De cuticula hyfen zijn 4-17 μm breed met verspreide eindelementen tot 25 μm breed. Ze bevatten intracellulair pigment.

## Verspreiding
Er wordt melding gemaakt van het voorkomen van de citroengele satijnzwam in Noord-Amerika, Europa en op Borneo. De meeste vondsten komen uit Europa. Hij is verspreid over het hele gebied behalve de Balkan. 
In Nederland komt de citroengele satijnzwam vrij algemeen voor. Hij staat op de rode lijst in de categorie Kwetsbaar .

## Foto's

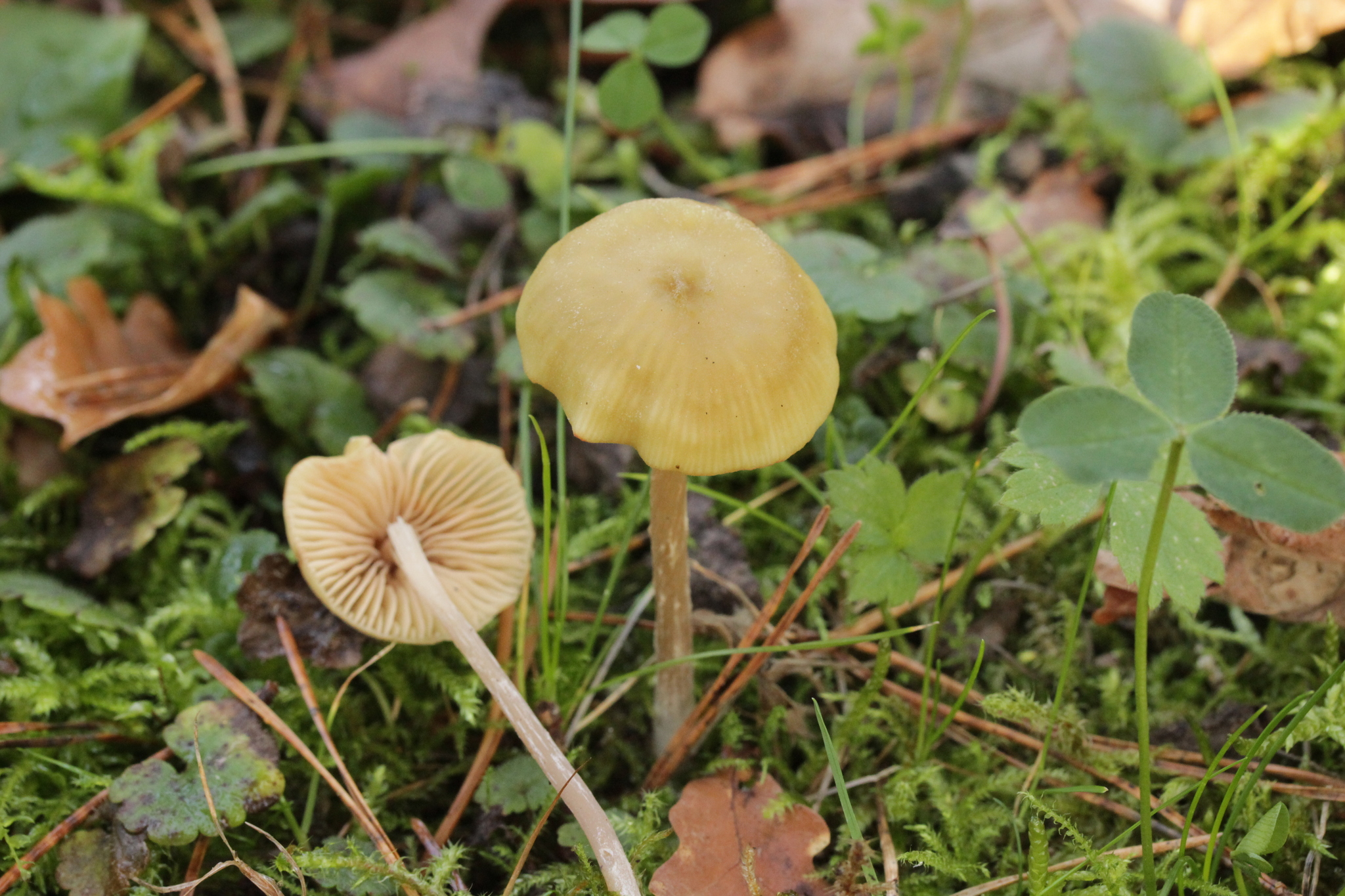
Lamellen
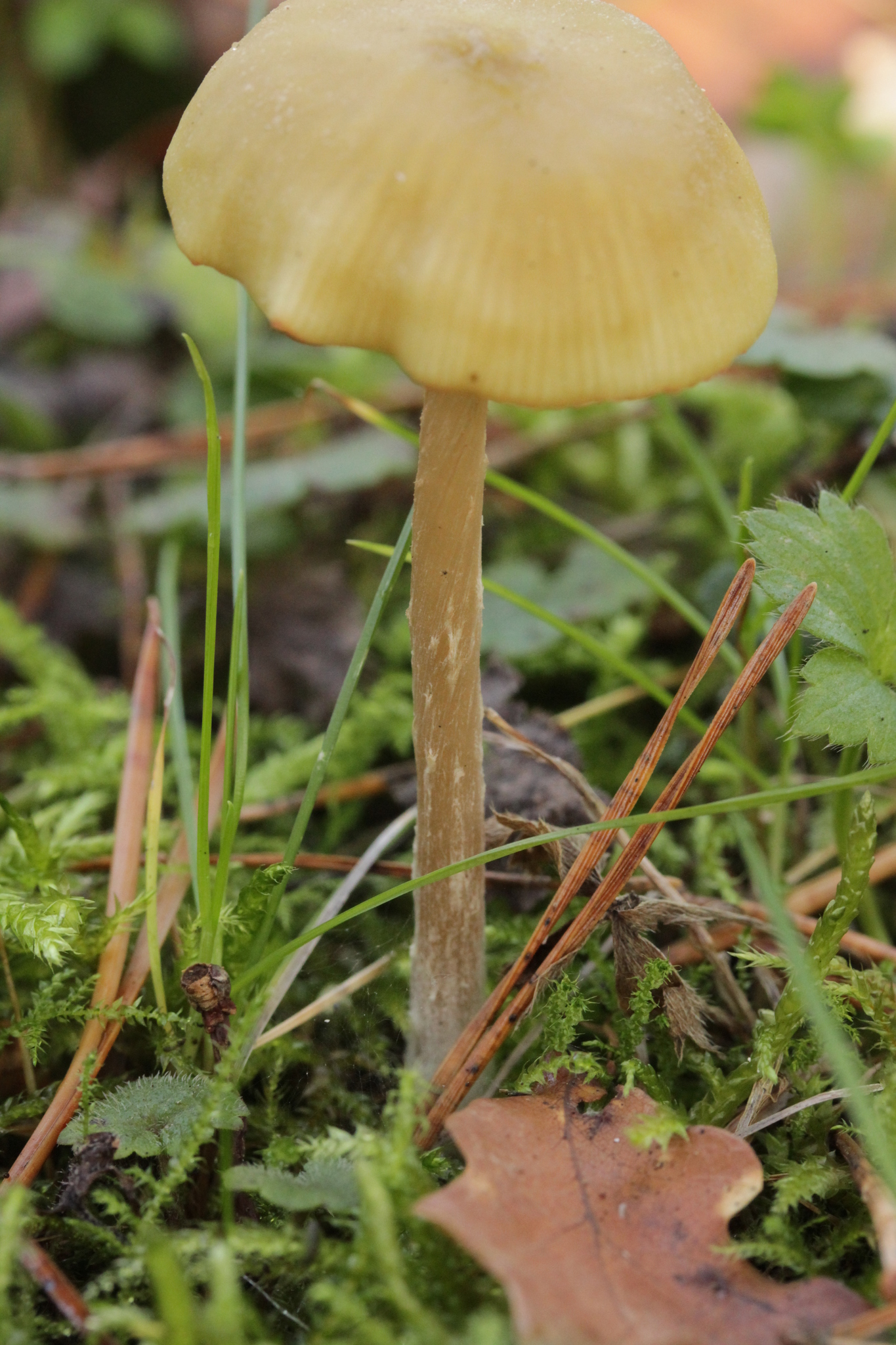
Hoed
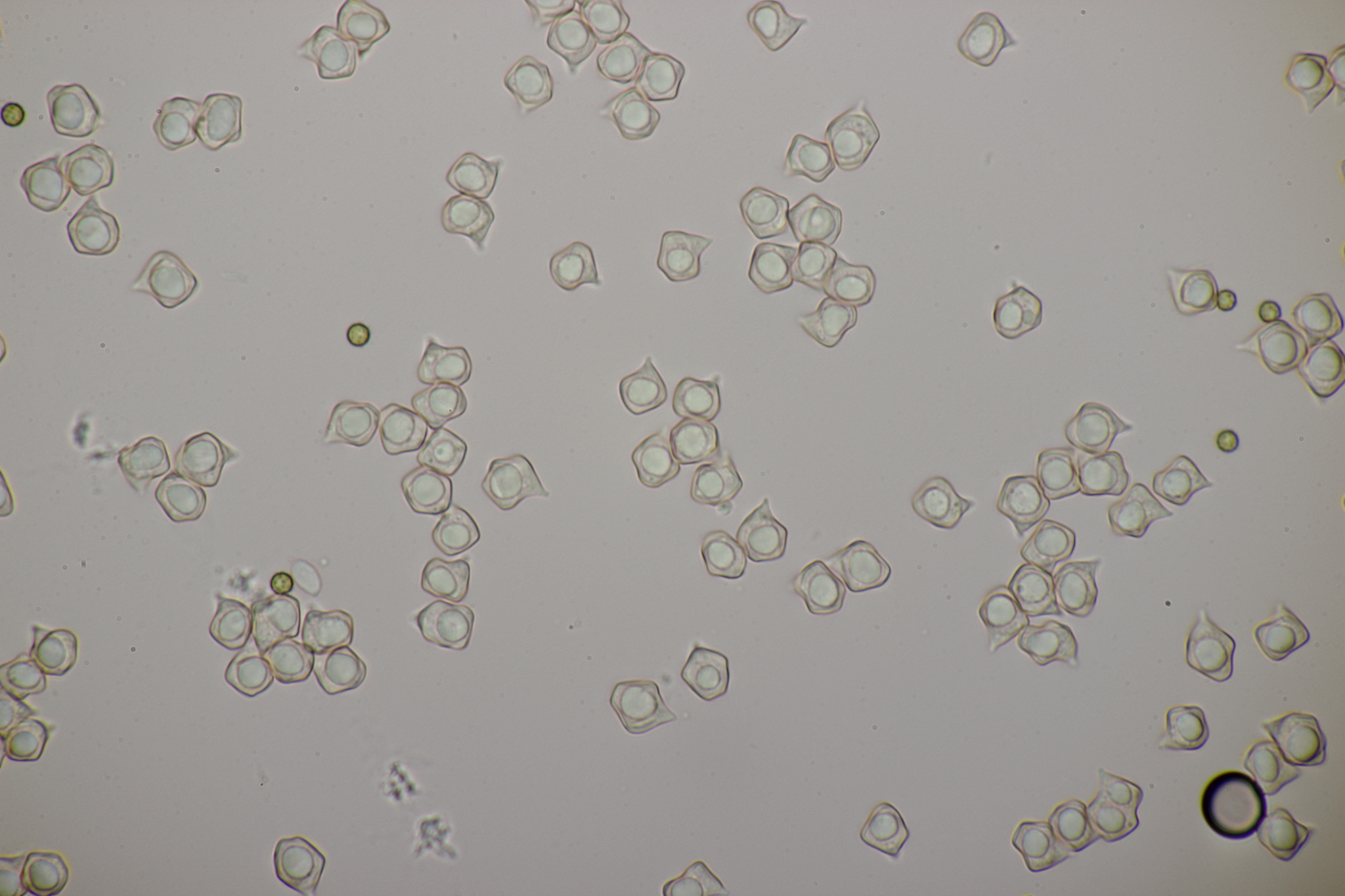
Sporen
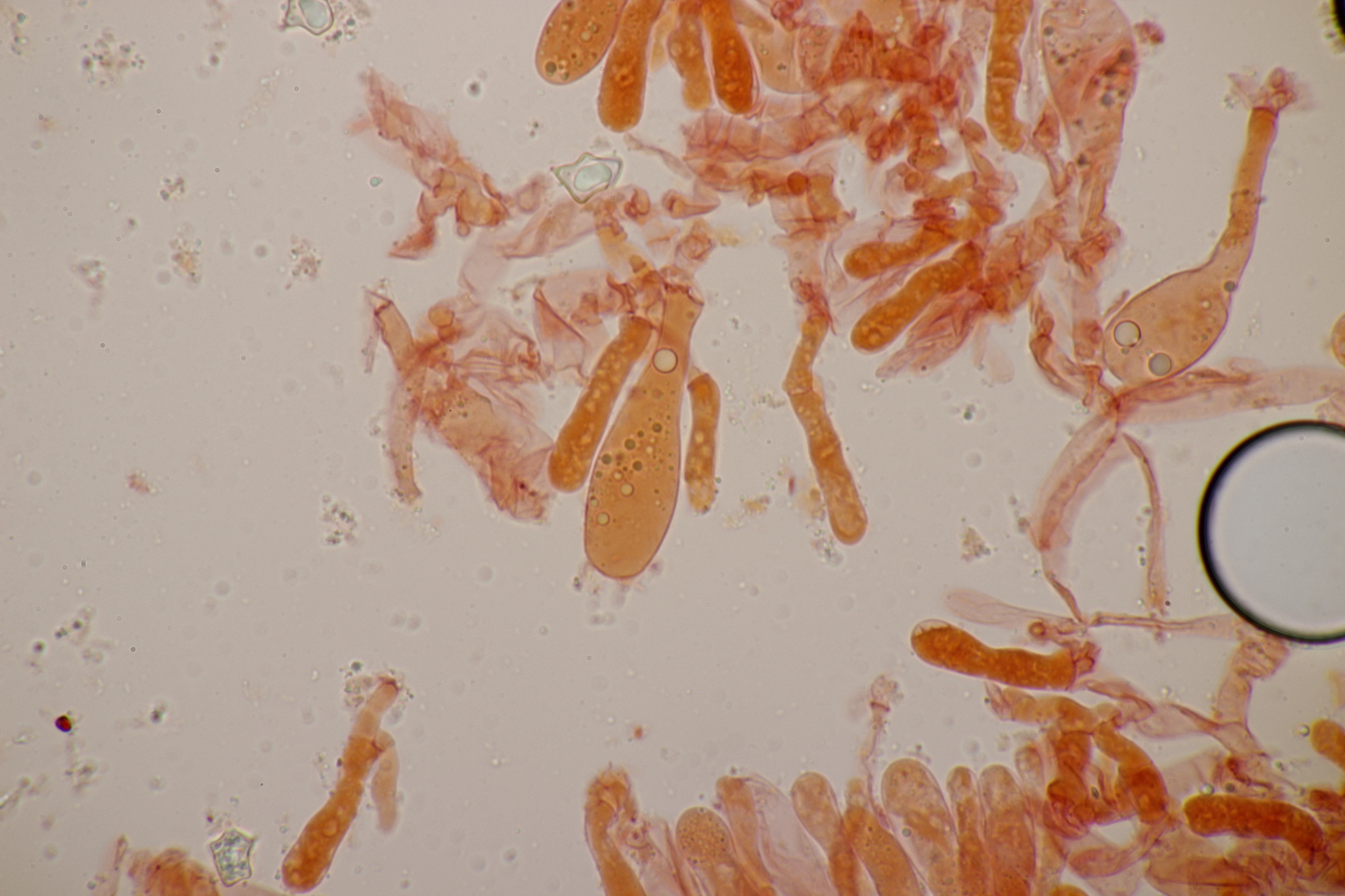
Basidia
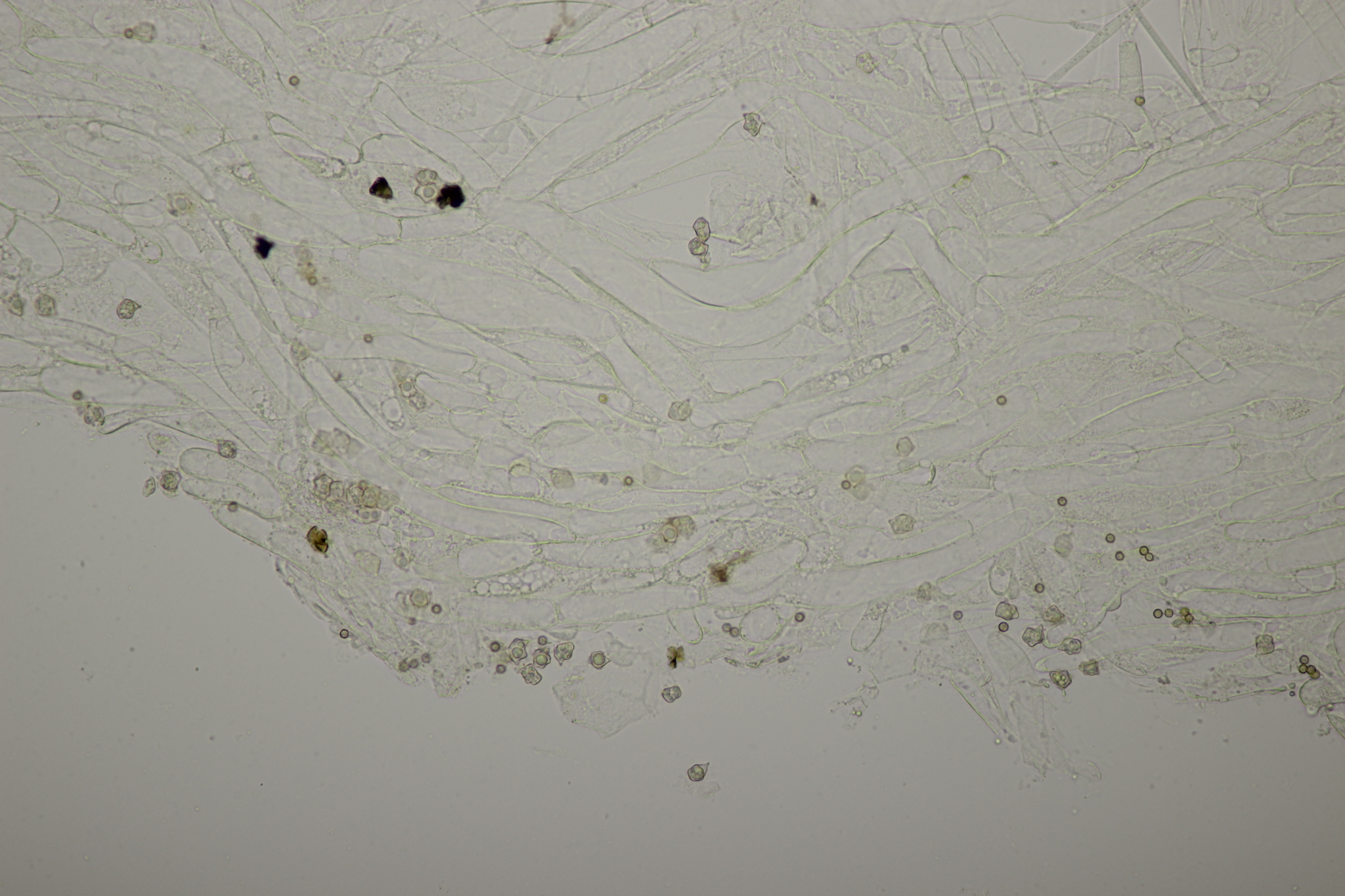
Trama